# Krzyżownica czubata
Krzyżownica czubata (Polygala comosa Schkuhr.) – gatunek rośliny wieloletniej z rodziny krzyżownicowatych. Występuje w Europie, Azji, Azji Mniejszej. W Polsce jest pospolita na obszarze całego kraju i w niższych partiach gór.

## Morfologia

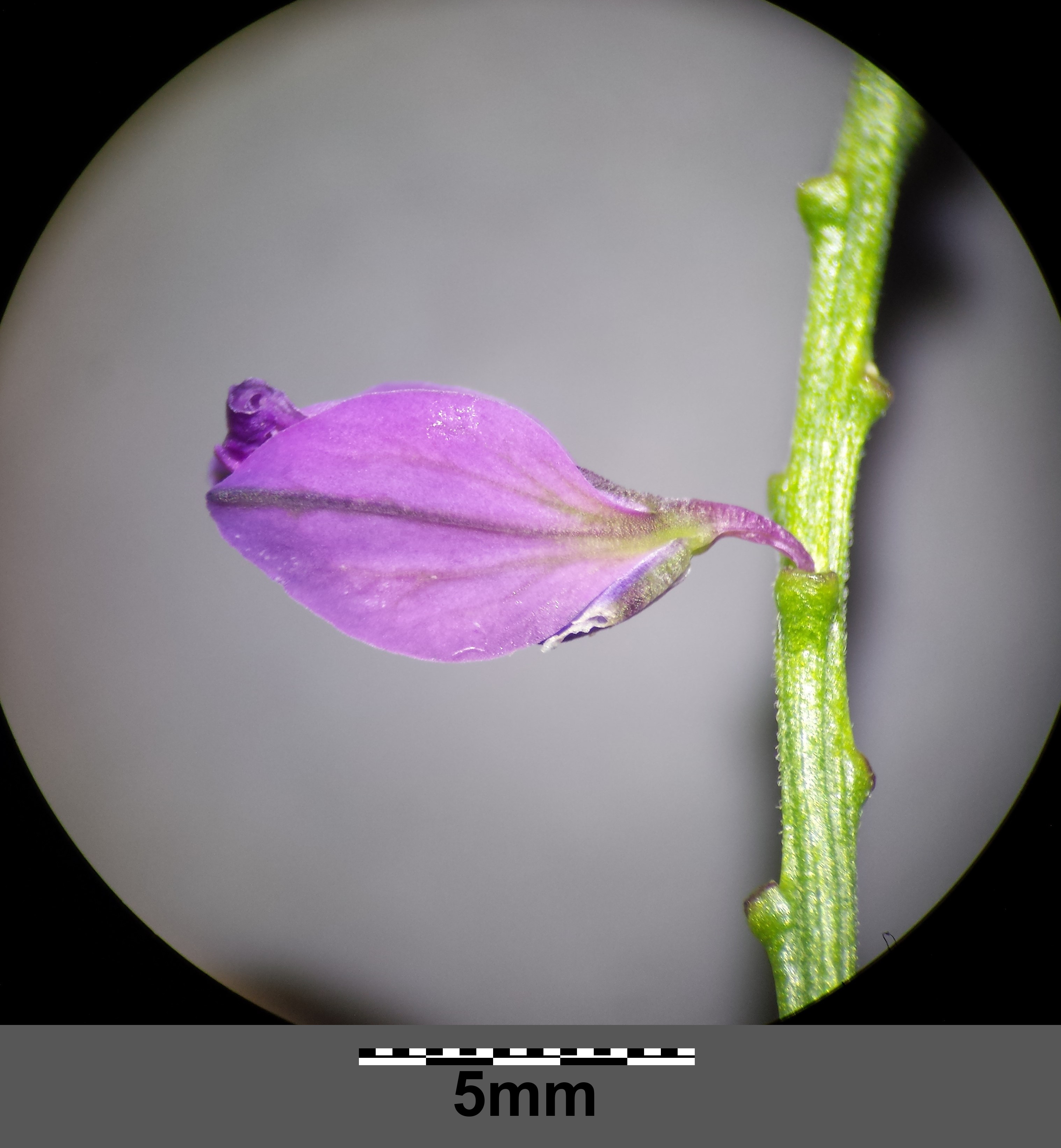
Kwiat

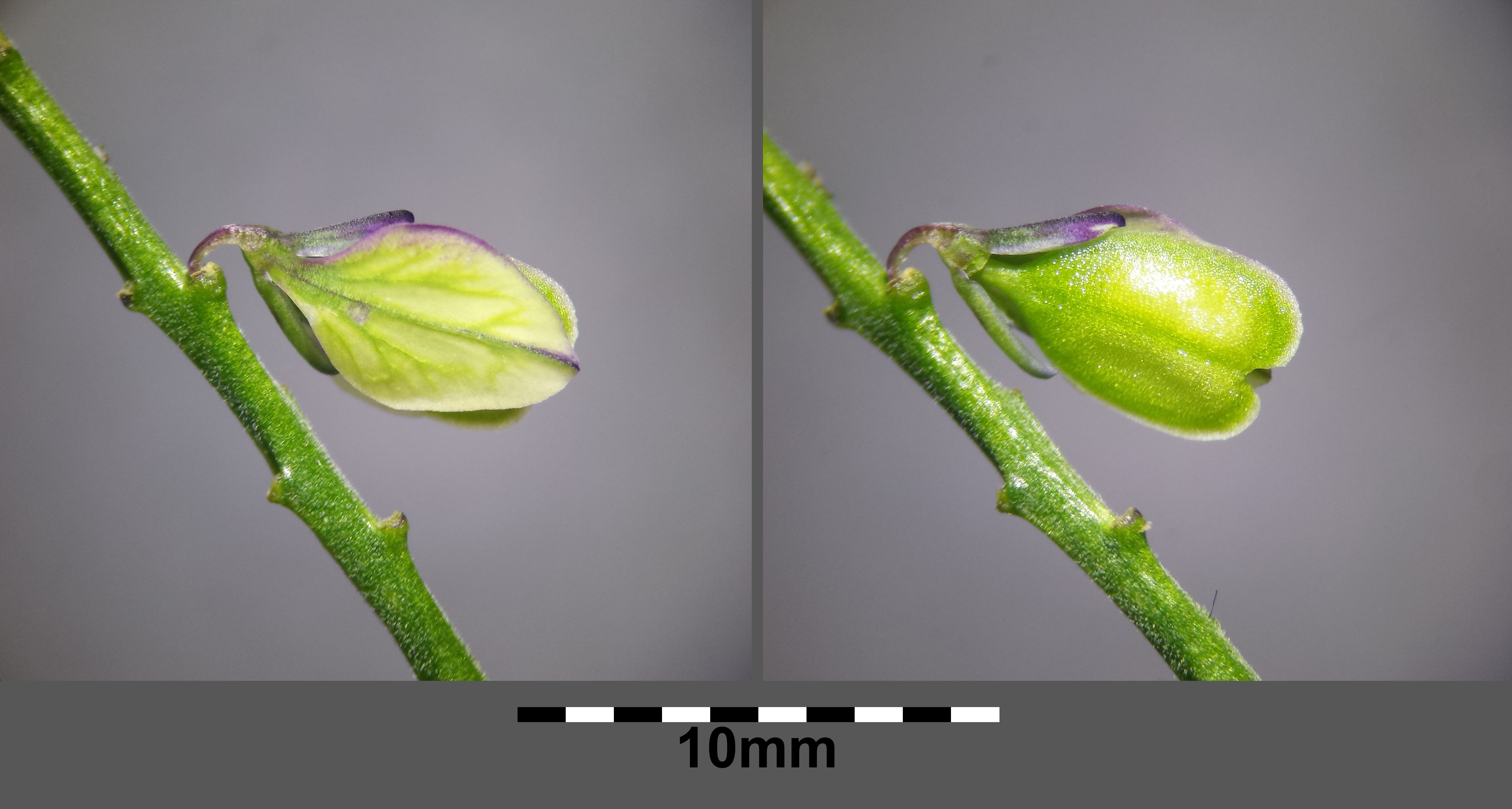
Owoc

ŁodygiO wysokości do 15 do 30 cm, liczne i gęsto skupione
LiścieSkrętoległe, wąskolancetowate, krótkoogonkowe, zaostrzone.
KwiatyRóżowofioletowe, grzbieciste, korona o długości od 3,5 do 7 mm, zwykle tak długa jak skrzydełka. Spośród 5 płatków tylko 3 są wykształcone. Pręciki w liczbie 8, słupek 1. Kwiatostan szczytowy, 10-40 kwiatowy, czubaty na wierzchołku.
OwoceSpłaszczona, siedząca torebka.

## Biologia i ekologia
Bylina, hemikryptofit. Rośnie na glebach suchych i świeżych, o odczynie zasadowym i obojętnym. Spotykana na brzegach lasów, na suchych wzgórzach, w murawach i przy drogach leśnych. Roślina światłolubna.